# لونا ۲۳
]]]]
لونا ۲۳ (به انگلیسی: Luna 23) یا لونیک ۲۳ (به انگلیسی: Lunik 23) یک فضاپیمای بدون سرنشین برنامه لونا ساخت اتحاد جماهیر شوروی سوسیالیستی بود. در ۲۸ اکتبر ۱۹۷۴ فضاپیمای " لونا ۲۳ " از پایگاه فضایی بایکونور توسط موشک حامل پروتون-کا به سمت ماه پرتاب شد. پس از ۳ روز مسیر پرواز فضاپیما اصلاح شد و در ۲ نوامبر این فضاپیما به مدار رسید
هدف این فضاپیما فرود نرم روی ماه، جمع‌آوری خاک و بازگشت به زمین بود. برای اطمینان از فرود ایستگاه در منطقه محاسبه شده ماه، در ۴ و ۵ نوامبر، دو مانور اصلاح مدار انجام شد.
در نتیجه این دو مانور، فضاپیما وارد مداری بیضی شکل با حداکثر ارتفاع ۱۰۵ کیلومتری از سطح ماه شد. اما در حین فرود، فضاپیما به سمتی که دستگاه خاک‌گیری روی آن قرار داشت کج شد و در نهایت واژگون شد که منجر به آسیب دیدگی آن، کاهش فشار محفظه ابزار و از کار افتادن دستگاه شد.
تلاش برای دادن فرمان از زمین برای روشن کردن دستگاه خاک‌گیر و آماده‌سازی مرحله برخاستن برای پرتاب ناموفق بود، بنابراین تصمیم گرفته شد طبق برنامه‌ای مختصر با ایستگاه کار شود.
به این ترتیب مأموریت پرواز از سطح ماه به پایان نرسید